# Senna polyphylla
Senna polyphylla är en ärtväxtart som först beskrevs av Nikolaus Joseph von Jacquin, och fick sitt nu gällande namn av Howard Samuel Irwin och Rupert Charles Barneby. Senna polyphylla ingår i släktet sennor, och familjen ärtväxter.

## Underarter
Arten delas in i följande underarter:
- S. p. montis-christi
- S. p. neglecta
- S. p. polyphylla

## Bildgalleri

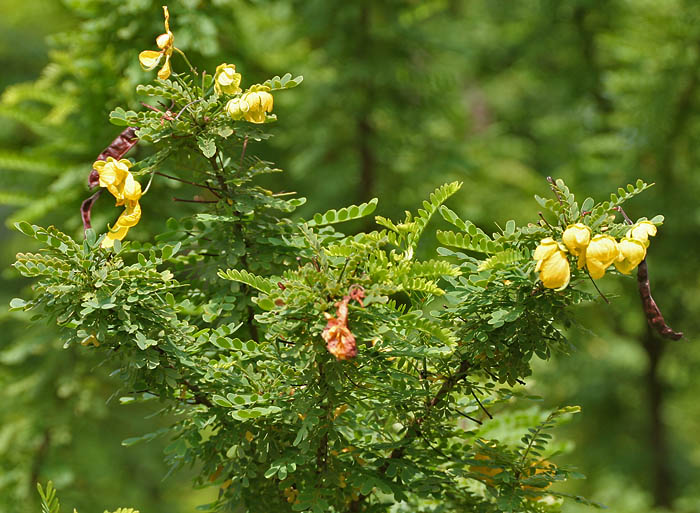
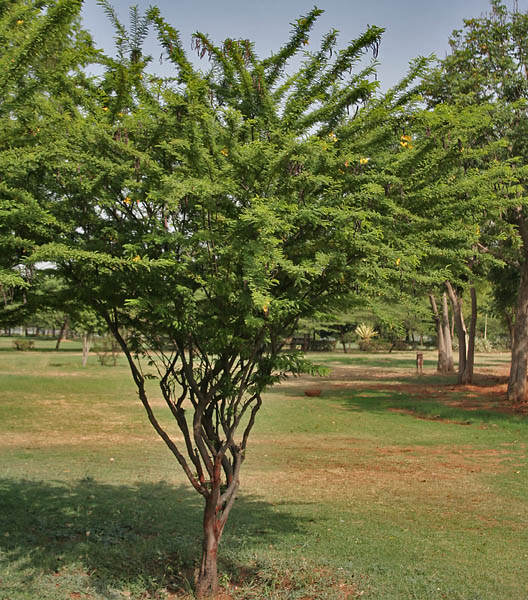
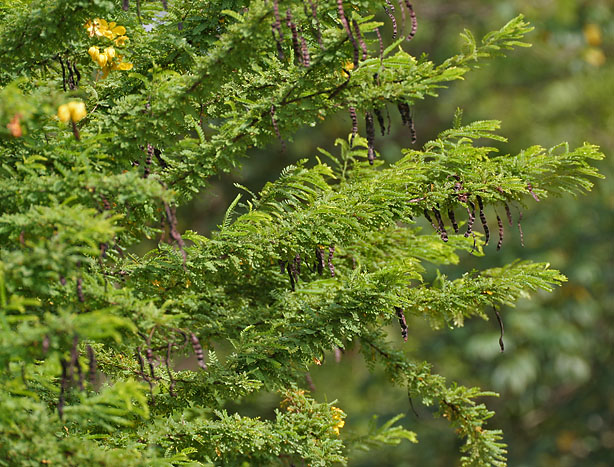
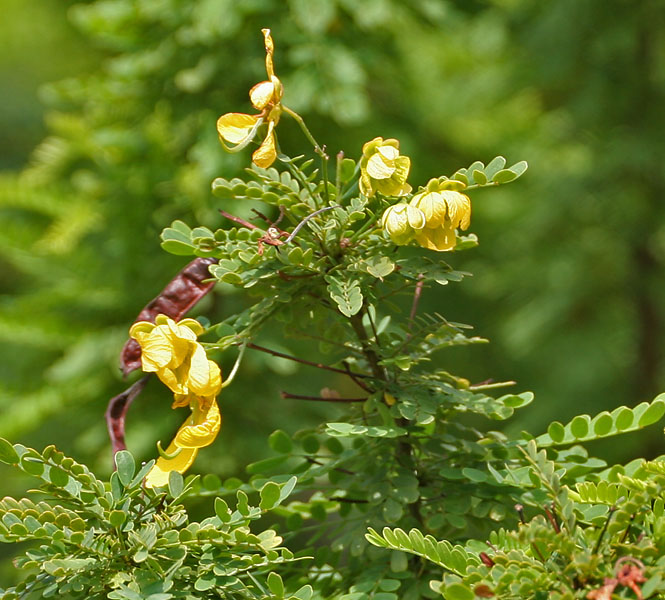